# Anita Jancia
Anita Jancia, znana również jako Anita Jancia-Prokopowicz, Anita Prokopowicz (ur. 17 lutego 1975 w Bielsku-Białej) – polska aktorka.
W 1999 ukończyła studia w Państwowej Wyższej Szkole Filmowej, Telewizyjnej i Teatralnej im. Leona Schillera w Łodzi. Występowała w teatrach: im. Wilama Horzycy w Toruniu (1999–2000), Ochota w Warszawie (2001), Powszechnym w Radomiu (2004), Polskim w Bielsku-Białej (od 2016).
Zagrała w teledysku do piosenki „Mimo wszystko” zespołu Hey i teledysku do piosenki „Tak mi się nie chce” zespołu Mikromusic.
Żona Jeremiego Prokopowicza.

## Filmografia
- 1998: Miodowe lata jako rolkarz (odc. 39)
- 2000–2006: Na dobre i na złe jako pielęgniarka
- 2000–2004, 2006–2010: M jak miłość jako Jola Kowalska, przyjaciółka Hanki Mostowiak
- 2001: Tam i z powrotem jako pielęgniarka
- 2001: Miodowe lata jako Ludka (odc. 70)
- 2001: Listy miłosne
- 2001: Cisza - Naznaczeni jako technomanka
- 2002: Plebania jako matka dziewczynki przystępującej do komunii (odc. 179)
- 2002: Plebania jako matka chłopca przymierzającego maskę (odc. 222)
- 2002: Ludzie wśród ludzi
- 2003: Kasia i Tomek jako dziewczyna; tylko głos (Seria II/odc. 33)
- 2004: Talki z resztą jako Maria (odc. 6)
- 2004: Glina jako Dorota, recepcjonistka w hotelu (odc. 9)
- 2006: Oficerowie jako Zofia, sekretarka Kalińskiego (odc. 11)
- 2006: Magda M. jako Paulina Jończyk (odc. 34)
- 2006: Generation John Paul II: Crossroads jako akuszerka
- 2006–2007: Kopciuszek jako tłumaczka
- 2007: Niania jako Andżelika Durska (odc. 81)
- 2008: Non-stop kolor jako "Muza"
- 2009: Klan jako pacjentka Centrum Medycznego "El-Med"
- 2010: Ojciec Mateusz jako Teresa (odc. 57)
- 2010: 7 minut jako Ania "Vanessa"
- 2010–2012: Szpilki na Giewoncie jako Hanka Walica, współpracownica Ewy
- 2011: Usta usta jako Iwona, koleżanka z pracy Julii (odc. 31 i 32)
- 2011: Komisarz Alex jako Marta Bielska (odc. 5)
- 2012: Prawo Agaty jako Natalia Choroś (odc. 14 i 15)
- 2012: Ostra randka jako recepcjonistka Iwona
- 2012: Ja to mam szczęście! jako Beata "Dziuba" (odc. 47)
- 2012: Dzień kobiet jako Jadzia Staroń, przyjaciółka Haliny
- od 2013: Barwy szczęścia jako Beata Saganowska, koleżanka Władka Cieślaka
- 2014, 2017: Wataha jako doktor Marta Siwa
- 2014: Ojciec Mateusz jako Ela (odc. 160)
- 2015: Stwór jako Agnieszka
- 2015: Prokurator jako Tarapata, była żona Łagodzkiego (odc. 3)
- 2015: Na dobre i na złe jako Joanna Maj, matka Julii (odc. 611)
- 2015: Chemia jako Grażniew
- 2016: Totalna harmonia jako skrzypaczka Sylwia
- 2016: Plac zabaw jako matka Gabrysi
- 2016–2017: O mnie się nie martw jako prokurator
- 2016: Druga szansa jako mecenas Walicka (Seria II/odc. 13)
- 2017: W rytmie serca jako Iwona Nawrot, żona Marka i matka Wioletty (odc. 9)
- 2017: Sztuka kochania jako Elżbieta, żona Jurka
- 2017: Ojciec Mateusz jako Urszula Wieczorek, matka Michała (odc. 237)
- 2018–2020: Ślad jako podinspektor prof. dr hab. n. med. Renata Różańska, szefowa CWŚ
- 2020: Erotica 2022 jako dziennikarka
- 2021: Szadź 2 jako mediatorka (odc. 5)
- 2021: Mecenas Porada jako Sara Makowska (odc. 10)
- 2022: Tajemnica zawodowa 2 jako Luiza Kępa
- 2022: Negatyw jako Alina
- 2024: Na Wspólnej jako Patrycja Johnson

## Teatr
- 1999–2000, Teatr im. Wilama Horzycy w Toruniu

Spektakl Ryszard III (reż. Andrzej Bubień), rola: Lady Ann
Spektakl Pan Tadeusz (reż. Irena Jun), Zosia
Musical Gra (reż. Cezary Domagała)
- 2001–2003, Teatr Ochoty w Warszawie

Spektakl Śluby panieńskie, Aniela
Spektakl Kartoteka (reż. A. Galos), Sekretarka
Spektakl Hamlet (reż. Tomasz Mędrzak)
- 2001, Patty Diphusa Almodovara (reż. Agnieszka Olsten)

- 2004, Teatr Słowackiego

Spektakl Dlaczego dziecko gotuje się w mamałydze (reż. Agnieszka Olsten)
- 2004–2006, Teatr Powszechny w Radomiu

Spektakl Supermarket (reż. Wojtek Tochowicz), rola Pati
- 2004–2005, Stara Prochownia w Warszawie

Spektakl Ich siedmioro (reż. Karolina Szymczyk), Ruth
Spektakl Psychotest, czyli lovematopea (reż. Włodzimierz Kaczkowski), Mai
- 2006, Teatr „Polonia”

Spektakl Miss ziemia; spektakl z udziałem Borysa Szyca oraz repertuaru muzycznego Marii Sadowskiej.

### Teatr tv
- 1998: Spotkanie (reż. Piotr Mikucki)

## Nagrody
- 1999: Festiwal Szkół Teatralnych: Nagroda publiczności dla najlepszej aktorki w spektaklu Niezidentyfikowanych szczątki ludzkie i Prawdziwa Natura Miłość
- 1999: Nagroda Jury XVII Festiwalu Szkół Teatralnych: Wyróżnienie Prezydenta Miasta Łodzi za rolę Candy w spektaklu Niezidentyfikowane szczątki ludzkie...
- 1999: Nagroda Główna na Międzynarodowym Festiwalu Szkół Teatralnych Berno 1999 dla zespołu aktorskiego.